# María Josefina de Hohenfels

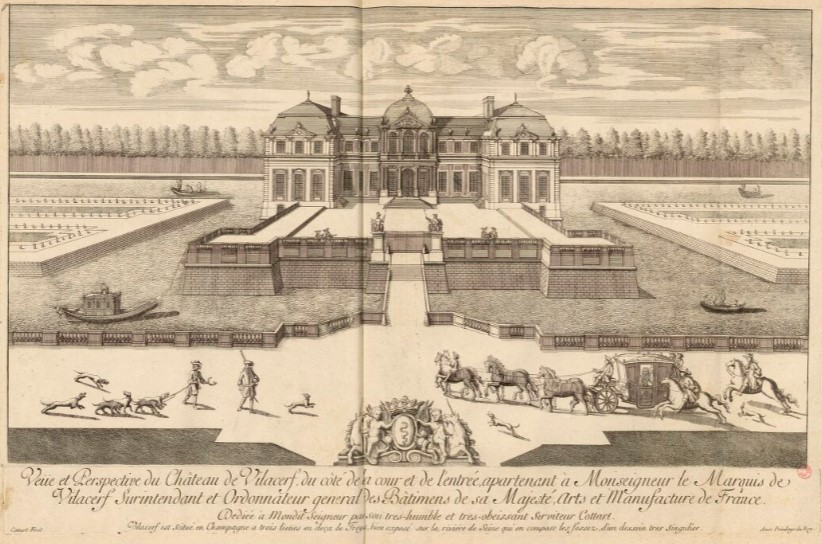
El castillo de Villacerf, propiedad de su marido y donde Maria Josephine pasó largas temporadas, en un grabado de 1686.

Maria Josephine de Hohenfels fue una noble alemana, hija ilegítima del emperador del Sacro Imperio Romano Germánico, Carlos VII.

## Orígenes familiares
Nació en 1720 fruto de la relación de su padre, el emperador Carlos VII, también elector de Baviera y la baronesa Maria Caroline Charlotte von Ingenheim (1704-1749). Como resultado de esta relación, Maria Josephine tuvo otro hermano: el conde Franz Ludwig von Holnstein (1723–1780), general al servicio del elector de Baviera.
Asimismo, tuvieron varios medios hermanos, hijos del matrimonio de Carlos VII con María Amalia de Austria:
- Maximiliana (1723), princesa de Baviera. Murió joven.
- María Antonia (18 de julio de 1724-23 de abril de 1780), princesa de Baviera. Casada con el elector Federico Cristián de Sajonia.
- Teresa Benedicta (6 de diciembre de 1725-29 de marzo de 1734), princesa de Baviera. Murió joven.
- Maximiliano III José (28 de marzo de 1727-30 de diciembre de 1777), elector de Baviera.
- José Luis (25 de agosto de 1728-2 de diciembre de 1733), príncipe de Baviera. Murió en la infancia.
- María Ana (7 de agosto de 1734-7 de mayo de 1776), princesa de Baviera. Casada con Luis Jorge Simpert, margrave de Baden-Baden.
- María Josefa (13 de marzo de 1741-20 de febrero de 1767), princesa de Baviera. Casada con José II del Sacro Imperio Romano Germánico.

## Matrimonio y descendencia
El 31 de mayo de 1736, en Múnich, contrajo matrimonio con Manuel de Baviera, conocido como el conde de Baviera, medio hermano de su padre, como hijo natural de Maximiliano II Emanuel, elector de Baviera. Su marido era militar y se encontraba en ese momento al servicio de Luis XV de Francia, además era grande de España de primera clase desde 1723. El matrimonio tendría a Marie Amélie Caroline Josèphe Xavière de Bavière (1744-1820) que casó el 3 de febrero de 1761 con Armand d'Hautefort, señor de Sarcelles.

## Biografía
El 20 de noviembre de 1736 fue presentada a la reina Marie Leczynska, esposa de Luis XV. En esta presentación tomó su taburete como esposa de un grande de España.Charles d'Albert, duque de Luynes la describió con ocasión de su presentación a la reina de Francia, de la siguiente manera:
elle est blanche, a une jolie taille, un bon maintien; elle est plutôt laide que jolie, cependant elle ne déplaît point. (en español, es blanca, con una bonita cintura y una buena postura; es más fea que bonita, pero no desagrada.)
Durante su edad adulta pasaba temporadas en el castillo de Villacerf, que era propiedad de su marido como marqués de Villacerf.
Tras el estallido de la Revolución Francesa, partió a Baviera junto con su hija.
Murió en 1797.